# Die Degenerierten
Die Degenerierten (Originaltitel: Satyricon) ist ein italienischer Film, der im Umfeld von Federico Fellinis Satyricon entstand und im Original denselben Titel wie dessen Film trägt. Regie führte Gian Luigi Polidoro; deutsche Erstaufführung war am 17. März 1972.

## Inhalt
Der Film folgt der Vorlage von Titus Petronius Arbiter im Wesentlichen, betont jedoch die „obszönen“ Stellen, was in der deutschen Fassung durch einen „zotigen Dialog […], der wohl Heiterkeit auslösen soll“ unterstrichen wird:
Zwei junge Freunde, Encolpius und Ascyltus, reisen von Rom zur Villa ihres Onkels Anneus Mela. Auf dieser Reise gelangen sie, auf der Flucht vor den Zollbehörden, zunächst in eine Höhle, in der die korrupte Tryphena Zeremonien zu Ehren des Gottes Priapus abhält; beide helfen bis zur Ankunft ihres Mannes. Nach Erreichen von Baia, wo der Onkel wohnt, wird Encolpius als Herr des Hauses angesehen, da Anneus von Nero als Verdächtiger im Mordkomplott gegen dessen Frau gesucht wird. Da Soldaten des Kaisers vor der Tür stehen, müssen beide erneut fliehen, diesmal mit dem dort beherbergten jungen Gitone. Encolpius kann den jungen Mann zum Beischlaf verführen und gewinnt so den Liebeswettstreit mit Ascyltus um Gitone. Mit dem Dichter Eumolpus werden sie bei einem großen Abendessen des Freigelassenen Trimalchius empfangen, eines vulgären und dummen Mannes, der seine Gäste mit der Zurschaustellung seines Reichtums und Obszönitäten beeindrucken möchte. Nach Verlassen des Festes konkurrieren die beiden Freunde um die junge Circe, sind jedoch nicht in der Lage, sie zu befriedigen. Sie werden wegen der priapischen Höhlenfeier schließlich gefangen genommen; Askyltus wird gekreuzigt, Encolpius und sein Liebhaber Gitone können sich der Entmannung entziehen und fliehen per Schiff. Während eines Sturmes kentert dieses; Encolpius ist der einzige Überlebende.

## Kritik
„Der Sittenroman des antiken römischen Schriftstellers Petronius, ‚Satyricon‘, in einer aufwendigen, dümmlichen, zotig-derben Verfilmung.“

## Sonstiges
- Produzent Alfredo Bini, der behauptete, seit 1962 Ansprüche auf die Verfilmung zu besitzen und diese gegen eine Klage des Fellini-Produzenten Alberto Grimaldi durchsetzte, engagierte einige Schauspieler, die mit Fellini im Streit geschieden waren. Dennoch verfehlte der hastig produzierte Film den angestrebten Erfolg: Von der Kritik verrissen, wurde er bereits 1970 wieder wegen angeblich zu großer Obszönität aus dem Verkehr gezogen.[3] In Deutschland erschien er erst 1972. Der Verleihtitel gemahnt an den internationalen Titel von Fellinis Film: Satyricon – The Degenerates.

## Synchronisation
Deutsche Synchronsprecher waren Michael Günther, Martin Hirthe, Horst Niendorf, Rolf Schult, Renate Küster, Ilse Kiewiet und Eva Schultz.